# Bon Jovi (음반)
《Bon Jovi》는 1984년 1월 21일에 발매된 미국의 록 밴드 본 조비의 자칭 데뷔 스튜디오 음반이다. 토니 본지오비와 랜스 퀸이 프로듀싱한 이 음반은 밴드 멤버가 작사하거나 공동 작곡하지 않은 곡(〈She Don't Know Me〉)이 등장하는 유일한 본 조비 음반이라는 점에서 의미가 크다. 이 음반은 미국 빌보드 200에서 43위를 기록했다.
히트곡 〈Runaway〉 외에도, 이 음반의 곡들은 1986년 본 조비가 《Slippery When Wet》을 발표한 이후 거의 라이브로 공연되지 않았다. 하지만 이 밴드의 2010년 The Circle Tour에서는 〈Roulette〉, 〈Shot Through The Heart〉, 〈Get Ready〉를 포함한 곡들이 공연되었다. 이 음반은 《케랑!》 잡지가 선정한 1984년 베스트 록 음반 11위에 올랐다.

## 배경
1980년 존 본 조비는 그의 사촌인 토니 본지오비가 공동 설립한 맨해튼의 녹음 시설인 파워 스테이션에서 일하기 시작했다. 존은 여러 개의 데모를 만들어 녹음 회사에 보냈지만, 영향을 미치지 못했다.
1982년, 존은 지역 라디오 방송국인 WKTU에 갔다. DJ 칩 호바트는 데모를 듣고 〈Runaway〉를 좋아했고, 그 방송국의 국내 인재 컴필레이션 음반에 수록하기로 결정했다. 〈Runaway〉의 녹음을 도운 스튜디오 음악가들은 올스타 리뷰로 알려졌다. 그들은 기타리스트 팀 피어스, 키보디스트 로이 비탄, 드러머 프랭키 라로카, 베이스 기타리스트 휴 맥도널드, 그리고 추가 가수 데이비드 그라므와 믹 실리(실리 또한 노래를 여는 독특한 키보드 리프를 작곡했다)였다. 1994년, 맥도날드는 처음에는 투어 및 세션 음악가로만 활동했던 본 조비의 베이시스트 알렉 존 리크를 2016년 정회원이 되기 전까지 대체했다.
그 노래는 뉴욕에서 방송되기 시작했다. 존은 폴리그램 회사의 일부인 머큐리 레코드와 계약했다. 그는 밴드 이름을 원했고 폴리그램의 A&R 직원들이 본 조비를 생각해 냈다.

## 발매 및 평가
| 전문가 평가                   | 전문가 평가 |
| 평가 점수                     | 평가 점수   |
| 출처                          | 점수        |
| ----------------------------- | ----------- |
| AllMusic                      | [ 2 ]       |
| The Rolling Stone Album Guide | [ 7 ]       |

올뮤직은 《Bon Jovi》에게 별 다섯 개 중 3개 반을 소급 평가해 왔다. 음반을 검토한 레슬리 매튜는 "노래가 단순하고 형식의 모든 진부한 쓰기가 쉬울 수 있지만, 이 음반은 꽤 일관된 하드 록 공격과 열정적인 연주, 예민한 멜로디 감각을 자랑한다"고 말했다.

## 곡 목록
| #  | 제목                       | 작사·작곡                  | 재생 시간 |
| -- | -------------------------- | -------------------------- | --------- |
| 1. | 〈Runaway〉                | 존 본 조비, 조지 카라크    | 3:50      |
| 2. | 〈Roulette〉               | 본 조비, 리치 샘보라       | 4:38      |
| 3. | 〈She Don't Know Me〉      | 마크 아브섹                | 3:58      |
| 4. | 〈Shot Through the Heart〉 | 본 조비, 잭 폰티           | 4:16      |
| 5. | 〈Love Lies〉              | 본 조비, 데이비드 브라이언 | 4:06      |

| #  | 제목                 | 작사·작곡         | 재생 시간 |
| -- | -------------------- | ----------------- | --------- |
| 6. | 〈Breakout〉         | 본 조비, 브라이언 | 5:20      |
| 7. | 〈Burning for Love〉 | 본 조비, 샘보라   | 3:51      |
| 8. | 〈Come Back〉        | 본 조비, 샘보라   | 3:56      |
| 9. | 〈Get Ready〉        | 본 조비, 샘보라   | 4:07      |

## 인증
| 국가                                                  | 인증        | 판매량/출하량 |
| ----------------------------------------------------- | ----------- | ------------- |
| 캐나다 (뮤직 캐나다)                                  | 골드        | 50,000^       |
| 홍콩 (IFPI 홍콩)                                      | 골드        | 10,000*       |
| 스위스 (IFPI 스위스)                                  | 골드        | 25,000^       |
| 영국 (BPI)                                            | 실버        | 60,000^       |
| 미국 (RIAA)                                           | 2× 플래티넘 | 2,000,000^    |
| *판매량을 기반으로 한 인증 ^출하량을 기반으로 한 인증 |             |               |